# エリック・エリクソン (指揮者)
エリック・グスタフ・エリクソン（Eric Gustaf Ericson, 1918年10月26日 - 2013年2月16日）は、スウェーデンの合唱指揮者。

## 略歴
1943年にストックホルム音楽大学を卒業後、スイスのバーゼル・スコラ・カントルムや、ドイツ、イギリス、アメリカ合衆国へと留学し、音楽を学んだ。
1951年から1991年まで、ウプサラ大学のオルフェイ・ドレンガル合唱団の主任指揮者を務め、1951年にエリクソンの主導で設立されたスウェーデン放送合唱団の指揮者を1982年まで務めた。また、1951年にストックホルム音楽大学で教鞭をとり、1968年に同校の合唱指揮科の教授に任命された。1983年にはウプサラ大学人文学部から名誉博士号を授与された。
1995年、北欧評議会音楽賞を受賞。1997年、「スウェーデンおよび国際合唱音楽の指揮者、教師、芸術的創始者、および啓発者としての先駆的な業績」を称えられ、ポーラー音楽賞を受賞。
エリクソンは1945年にストックホルム室内合唱団（1988年にエリック・エリクソン室内合唱団に改名）を設立したほか、ドロットニングホルム・バロック・アンサンブル (Drottningholm Baroque Ensemble) （バッハの受難曲にて客演）、オランダ室内合唱団（プーランクの作品にて客演）、アクセントゥス（フィンランドの作品にて客演）を含む、多くのアンサンブルや合唱団の客演指揮者を務めた。

## 受賞
- レオニー・ソニング音楽賞（英語版）（1991年、デンマーク）
- 北欧評議会音楽賞（1995年、デンマーク、アイスランド、ノルウェー、スウェーデン、フィンランド）
- ポーラー音楽賞（1997年、スウェーデン）